# Critodem
|  | No s'ha de confondre amb Critodem (astròleg). |

Critodem (grec antic: Κριτόδημος, llatí: Critodemus) fou un metge grec nascut a l'illa de Cos, de la família dels Asclepíades, que, segons Flavi Arrià, va assistir a Alexandre el Gran d'una ferida patida en l'assalt de la fortalesa més important dels melieus el 326 aC.